# Манастир Успења Пресвете Богородице у селу Матки
За чланак о манастиру светог Андреје код Матке, погледајте чланак манастир Андреаш.
Манастир Успења Пресвете Богородице Матка се налази на левој обали реке Треске, југозападно од Скопља код истоименог села.
У селу Матки према попису из 2002. године живи 300 Албанаца, 167 Македонаца и 1 Србин.

## Прошлост
Подигао га је око 1370. године властелин Бојко, у време српског цара Душана. Бојко је био син властелинке Данице која је позната као ктитор манастира светог Николе у Љуботену 1337. године.
Манастир је касније био порушен и напуштен. Обновила га је 1497. године и том приликом му дозидала припрату Милица Скопљанка са сином (властелинка или грађанка из Скопља) која је у манастирској цркви представљена са супругом Николом у грађанској одори тог доба.
Године 1897. у порти манастирској, Арнаути су убили игумана (разбили му главу) и његовог ученика (обесили).
Манастир су посетили 12. јуна 1925. године краљ Александар Карађорђевић и краљица Марија. У кањону реке Треске били су низови сађених шимшира и смокви.
Монах Геласије Рус, сабрат манастира Матке, испосник ћелије Св. Андреје је средином октобра 1929. године настрадао. Нађен је мртав у кањону поред испоснице; свирепо је убијен је са 11 убода ножем. Тај руски калуђер је иначе живео самотно и испоснички, и због врлина народ га је поштовао као светог човека. Сумњало се на оближње муслимане, који су једном приликом у манастиру видели да он има новац код себе.
Половином октобра 1930. године умро је у манастиру старац Коча Јовановић и ту сахрањен. Коча је био истакнути српски национални радник, један од оснивача српског четништва у Старој Србији и Македонији. Он је у Скопљу од 1895. године држао прву српску књижару, у којој су се тајно окупљале српске комите, у чијим редовима је и он био.
Године 1934. старешина манастира био је јеромонах Трифун.

## Изглед манастирске цркве
Манастирска црква је релативно малих димензија (дужине око 9,5 m) са основом скупљеног уписаног крста.
Над њом се уздиже једно кубе које одоздо носе пиластри, а одозго конзоле, док је са спољашње стране омалтерисана. Црква је 1925. године била свеже окречена, а могле су се видети изведене геометријске фигура од наслаганих цигли и камена. Животопис је слабо сачуван јер је наводно био дело неког сеоског живописца. Најбоље је очувана најстарија словенска фреска Богородице Тројеручице.